# 瓦西里·斯大林
瓦西里·约瑟夫维奇·斯大林（1921年3月21日—1962年3月19日），原名瓦西里·约瑟夫维奇·朱加什维利，苏联红军空军军官，最高军衔为空军中将。

## 生平
瓦西里是斯大林的次子，为斯大林的第二任妻子娜杰日达·阿利卢耶娃所生。斯大林昵称他为“红猫”（Васька Красный）。斯大林还有一个名叫雅科夫的长子，是斯大林的第一任妻子叶卡捷琳娜·斯瓦尼泽所生。斯大林对兄弟两人的态度截然不同，对待雅可夫十分冷淡，但对待瓦西里非常好。瓦西里享受着高干子弟的待遇，接受非常良好的教育，出门有专门的警卫保护。妹妹斯韦特兰娜待遇也非常高。1932年母亲娜杰日达·阿利卢耶娃去世，斯大林更加宠爱瓦西里及其妹妹。
1938年，在贝利亚的帮助下，瓦西里进入克里米亚的卡恰军事航空学校学习。在空军学校学习期间，瓦西里享受着特别待遇，拥有单独教室、进入教官食堂吃饭以及可以随意外出的特权。斯大林得知后非常愤怒，命令校长取消了这些特权，从此以后被学校像普通学员一样对待。
1940年4月从空军学校毕业，进入莫斯科郊外的第16航空连服役。他在连队里依旧受到特别待遇，而在二战期间由于人才的严重不足，瓦西里在空军中升迁迅速。1941年苏德战争爆发之际成为空军参谋本部的附属监察飞行员；同年12月，20岁的瓦西里升为空军少尉。1942年2月更是升迁到空军上尉。在战争中，他先后26次出动，共击毁德军战机2架、协助他人击毁3架。
二战结束后，瓦西里于1946年升为空军少将，翌年升为空军中将，提拔为莫斯科军区空军司令官。瓦西里非常热衷于体育运动，他为苏联的体育发展做出了一定贡献。
1952年7月27日，在苏联空军纪念日上，莫斯科军区举办了飞行演习。由于在恶劣的天气里强行起飞，导致了一架图-4轟炸機发生坠毁事故。瓦西里被斯大林解除了空军司令的职务。不久以后，1953年3月5日，父亲斯大林死去，瓦西里失去了后盾，于1953年4月28日以叛国罪的嫌疑遭到逮捕。瓦西里被控以“诋毁党中央、散布反苏维埃言论、怠慢军务、渎职”等等罪名，遭到严刑拷问，最终全部承认了这些罪行。
1953年12月，瓦西里的最后保护伞贝利亚失势被处决。新任苏联领导人赫鲁晓夫施行去斯大林化的政策，对斯大林的党羽进行清洗，瓦西里的处境日益恶化。瓦西里不得不向赫鲁晓夫和马林科夫写信求情，最终得到了从轻发落，判处8年监禁。在弗拉基米尔监狱中他的名字是瓦西里·帕夫洛维奇·瓦西尔耶夫。
1960年1月11日，瓦西里被提前1年释放。苏联政府准许他在莫斯科市内居住，每年发给他300卢布的抚恤金，并且准许他佩戴空军中将的军服和从前获得的勋章，以及去基斯洛沃茨克度假。但瓦西里染上了酗酒的习惯。1960年4月9日，斯大林的旧友伏罗希洛夫劝他戒酒。15日，中国大使馆邀请瓦西里前往中国治病，但此时这处于中苏交恶期间，瓦西里随即再次被捕并剥夺了一切名誉，流放喀山。
1962年3月19日，因急性酒精中毒死去，离41岁生日还有2天。2002年11月改葬于莫斯科。
在2017年电影《斯大林之死》中，瓦西里·约瑟福维奇·斯大林一角由鲁伯特·弗兰德扮演。

## 連結
- Vasiliy Stalin information （页面存档备份，存于） （俄文）